# Branco (rapper)
 For alternative betydninger, se Branco. (Se også artikler, som begynder med Branco)
Benjamin Cimatu, bedre kendt som Branco / Benny Branco er en dansk tidligere rapper/musiker.
Branco startede sin musikalske karriere i rapgrupperne MellemFingaMuzik og Molotov Movement, inden han i juni 2019 udgav sit første soloalbum, Baba Business, der blev nummer 1 på den danske album-hitliste. Han udgav i februar 2020 i fællesskab med Gilli albummet Euro Connection og i januar 2021 Baba Business 2.

## Baggrund
Han er opvokset i Albertslund på Københavns Vestegn og har filippinske rødder. Han kom ind på en kriminel løbebane og var som 17-årig millionær ifølge ham selv.
Han er pr. 2025 far til fire.

## Kontrovers
Branco blev i 2021 dømt for konkursrytteri og måtte i en periode på to år ikke drive virksomhed. Har dog alligevel via mellemmand drevet selskaber, der også fører en tvivlsom forretningspraksis.

## Karriere
Branco startede sin karriere i 2011. Stepz og Branco dannede tilsammen gaderap-duoen MellemFingaMuzik, og duoen udgjorde desuden halvdelen af Molotov Movement, der også tæller rappere som Gilli og Højer Øye.
Sammen med BMB-medlemmet Miklo blev han i juni 2018 beskudt på den københavnske vestegn. Det skete få dage før, at Molotov Movement skulle udgive deres debut-EP, M.O.L.O.. De besluttede sig herefter for, at de ville satse på en musikalsk karriere, og at de ville vende ryggen til det gadeliv, som havde formet dem.
Den 14. juni 2019 udgav Branco sit første soloalbum, Baba Business. De refleksioner, der kom som følge af skudepisoden i juni 2018, dannede grundlaget for debutalbummet, der handlede om, hvordan han var kommet ind på en kriminel løbebane, samt "den tilsvarende svære vej ind på dydens smalle sti". GAFFA kvitterede med tre ud af seks stjerner til albummet, og albummet gik direkte ind på 1. pladsen på den danske album-hitliste. Bare i den første uge var albummet blevet streamet mere end 900.000 gange.
Branco slog for alvor igennem med nummeret "London Town" fra oktober 2019 sammen med Gilli. Nummeret opnåede i de følgende uger over 100.000 afspilninger om ugen og var nummer 1 på den samlede danske album-hitliste fire uger i træk, og i august 2020 havde nummeret haft over 13,5 millioner afspilninger på Spotify. Han var ved Danish Music Awards nomineret i kategorierne 'Årets nye danske navn' og 'Årets urbannavn', men han valgte ikke at møde op til prisuddelingen.
Den 5. februar 2020 udkom albummet Euro Connection. Albummet blev i den følgende uge nummer 1 på den danske album-hitliste. Det fik blandt andet fire ud af seks stjerner i Soundvenue og fem af seks i GAFFA. På albummet var der gæsteoptrædener fra franske Daks samt britiske Nafe Smallz, og efterfølgende udgav Branco solosangene ’Ballin’ og det nye ’Djomb (Remix)’, der er lavet sammen med henholdsvis britiske Kojo Funds og franske Bosh. Kristian Karl fra Soundvenue mente, at det viste, at Branco havde internationale ambitioner, og at det var særligt, at han sigtede mod at lave gennembruddet på dansk.
13. maj 2024 annoncerede Branco at han stoppede karrieren som rapper.

## Diskografi

### Soloalbum
| Titel           | Albumdetaljer | Højeste placering |
| Titel           | Albumdetaljer | Danmark           |
| --------------- | --- | ----------------- |
| Baba Business   | - Udgivet: 14. juni 2019 - Selskab: Heritage / Sony Music Entertainment - Format: stream/download                 | 1                 |
| Baba Business 2 | - Udgivet: 1. januar 2021 - Selskab: Sony Music Entertainment - Format: stream / download                         | 1                 |
| 10 Years        | - Udgivet: 23. september 2021 - Selskab: Sony Music Entertainment / BMB Entertainment - Format: stream / download | 1                 |
| Baba Business 3 | - Udgivet : 24. maj 2024 - Selskab: Warner Music Danmark - Format: stream / download                              | 1                 |

### Med andre musikere

#### Med Gilli
| Titel           | Albumdetaljer                                                                              | Højeste placering |
| Titel           | Albumdetaljer                                                                              | Danmark           |
| --------------- | ------------------------------------------------------------------------------------------ | ----------------- |
| Euro Connection | - Udgivet: 5. februar 2020 - Selskab: Sony Music Entertainment - Format: stream / download | 1                 |

#### Med Node
| Titel           | Albumdetaljer                                                                            | Højeste placering |
| Titel           | Albumdetaljer                                                                            | Danmark           |
| --------------- | ---------------------------------------------------------------------------------------- | ----------------- |
| Brancs & Reggie | - Udgivet: 16. Juni 2023 - Selskab: Sony Music Entertainment - Format: stream / download | 11                |

#### Med MellemFingaMuzik og Molotov Movement
| Titel                 | Albumdetaljer                                                           | Højeste placering |
| Titel                 | Albumdetaljer                                                           | DEN               |
| --------------------- | ----------------------------------------------------------------------- | ----------------- |
| MellemFingaMuzik (EP) | - Udgivet: 2014 - Selskab: - Format: stream / download                  | –                 |
| Militant Mentalitet   | - Udgivet: Marts 2015 - Selskab: Sony Music - Format: stream / download | 7                 |